# Championnats du monde IBSF 2023
Navigation
Édition précédente Édition suivante
Les Championnats du monde IBSF 2023 se déroulent 26 janvier 2023 au 28 janvier 2023 à Saint-Moritz (Suisse) sous l'égide de la Fédération internationale de bobsleigh et de tobogganing (IBSF). Il s'agit d'une compétition annuelle (hors année olympique).
Il y a sept titres à attribuer au total : quatre en bobsleigh (bob à deux masculin, bob à quatre masculin, monobob féminin et bob à deux féminin), trois en skeleton (individuel masculin,individuel féminin,relais mixte).
Pour la première fois, une épreuve de parabob mixte en monobob est présente au programme, même si la discipline est présente depuis la saison 2014/2015 sur le circuit de coupe du monde.

## Calendrier des épreuves
| ent. | Entraînement | c | Course |

| Événements | Événements     | Calendrier (janvier etfévrier) | Calendrier (janvier etfévrier) | Calendrier (janvier etfévrier) | Calendrier (janvier etfévrier) | Calendrier (janvier etfévrier) | Calendrier (janvier etfévrier) | Calendrier (janvier etfévrier) | Calendrier (janvier etfévrier) | Calendrier (janvier etfévrier) | Calendrier (janvier etfévrier) | Calendrier (janvier etfévrier) |
| Événements | Événements     | 26                             | 27                             | 28                             | 29                             | 30                             | 31                             | 1                              | 2                              | 3                              | 4                              | 5                              |
| ---------- | -------------- | ------------------------------ | ------------------------------ | ------------------------------ | ------------------------------ | ------------------------------ | ------------------------------ | ------------------------------ | ------------------------------ | ------------------------------ | ------------------------------ | ------------------------------ |
| Bobsleigh  | Bob à 4 Hommes |                                |                                |                                |                                |                                |                                |                                |                                |                                | c                              | c                              |
| Bobsleigh  | Bob à 2 Hommes |                                |                                | c                              | c                              |                                |                                |                                |                                |                                |                                |                                |
| Bobsleigh  | Bob à 2 Femmes |                                |                                |                                |                                |                                |                                |                                |                                | c                              | c                              |                                |
| Bobsleigh  | Monobob Femmes |                                |                                | c                              | c                              |                                |                                |                                |                                |                                |                                |                                |
| Skeleton   | Hommes         | c                              | c                              |                                |                                |                                |                                |                                |                                |                                |                                |                                |
| Skeleton   | Femmes         | c                              | c                              |                                |                                |                                |                                |                                |                                |                                |                                |                                |
| Skeleton   | Mixte          |                                |                                |                                | c                              |                                |                                |                                |                                |                                |                                |                                |

## Podiums
| Épreuves              | Or                                                                           | Argent                                                            | Bronze                                   |
| --------------------- | ---------------------------------------------------------------------------- | ----------------------------------------------------------------- | ---------------------------------------- |
| Bob à deux masculin   | Allemagne Johannes Lochner Georg Fleischhauer                                | Allemagne Francesco Friedrich Alexander Schüller                  | Suisse Michael Vogt Sandro Michel        |
| Bob à quatre masculin | Allemagne Francesco Friedrich Thorsten Margis Candy Bauer Alexander Schüller | Royaume-Uni Brad Hall Arran Gulliver Taylor Lawrence Greg Cackett | NC                                       |
| Bob à quatre masculin | Allemagne Francesco Friedrich Thorsten Margis Candy Bauer Alexander Schüller | Lettonie Emīls Cipulis Edgars Nemme Dāvis Spriņģis Matīss Miknis  | NC                                       |
| Bob à deux féminin    | Allemagne Kim Kalicki Leonie Fiebig                                          | Allemagne Lisa Buckwitz Kira Lipperheide                          | États-Unis Kaillie Humphries Kaysha Love |
| Monobob féminin       | Laura Nolte                                                                  | Kaillie Humphries                                                 | Lisa Buckwitz                            |
| Para-bobsleigh        | Hermann Ellmauer                                                             | Artūrs Klots                                                      | Christopher Stewart                      |

| Épreuves        | Or                                            | Argent                             | Bronze                                    |
| --------------- | --------------------------------------------- | ---------------------------------- | ----------------------------------------- |
| Skeleton Hommes | Matt Weston                                   | Amedeo Bagnis                      | Jung Seung-gi                             |
| Skeleton Femmes | Susanne Kreher                                | Kimberley Bos                      | Mirela Rahneva                            |
| Équipe mixte    | Allemagne Susanne Kreher Christopher Grotheer | Royaume-Uni Laura Deas Matt Weston | Royaume-Uni Brogan Crowley Craig Thompson |

## Tableau des médailles
| Rang  | Nation       | Or | Argent | Bronze | Total |
| ----- | ------------ | -- | ------ | ------ | ----- |
| 1     | Allemagne    | 6  | 2      | 1      | 9     |
| 2     | Royaume-Uni  | 1  | 2      | 1      | 4     |
| 3     | États-Unis   | 0  | 1      | 1      | 2     |
| 4     | Lettonie     | 0  | 1      | 0      | 1     |
| 4     | Italie       | 0  | 1      | 0      | 1     |
| 4     | Pays-Bas     | 0  | 1      | 0      | 1     |
| 7     | Suisse       | 0  | 0      | 1      | 1     |
| 7     | Canada       | 0  | 0      | 1      | 1     |
| 7     | Corée du Sud | 0  | 0      | 1      | 1     |
| Total | Total        | 7  | 8      | 6      | 21    |